# Élise Vanderelst
Pour les articles homonymes, voir Vanderelst.
Élise Vanderelst, née le 27 janvier 1998 à Mons, est une athlète belge spécialiste du demi-fond. Elle est multiple championne de Belgique sur 5000 mètres, 1 500 mètres, 800 mètres indoor et en cross-country. 
Sur le 1500m elle devient vice-championne d'Europe U23 en 2019 puis championne d'Europe indoor en 2021.
Elle a participé jusqu'ici à douze championnats d'Europe et quatre championnats du monde. Elle a également participé aux Jeux olympiques 2020 à Tokyo et aux Jeux olympiques 2024 à Paris.
Elle est détentrice de 5 records de Belgique sur le 1000m, le 1 500 m, le mile. 

## Biographie
En 2016, Élise Vanderelst reçoit le prix Espoir de l'année aux Spike d'or.
Après un titre de vice-championne d'Europe espoirs en 2020, elle devient championne d'Europe en salle du 1 500 mètres en 2021 à Torun. En février 2021, lors du Meeting Hauts-de-France Pas-de-Calais, elle améliore le record de Belgique du 1 500 m en salle en 4 min 5 s 71. Lors des championnats d'Europe en salle en 2021, elle remporte le 1 500 m devant l'Allemande Hanna Klein et la Britannique Holly Archer,. En 2021, elle se classe 21e de ses premiers jeux olympiques à Tokyo.
En 2021, elle reçoit un spike de Bronze derrière Noor Vidts (argent) et Nafissatou Thiam (or).
En janvier 2024, elle bat son cinquième record de Belgique avec un chrono de 4 min 29 s 31 sur le Mile en salle (1 609 m) lors du World Athletics Indoor Tour à Ostrava. En mars 2024, elle participe à ses premiers Championnats du monde en salle à Glasgow. Elle se classe 5e de sa série du 1 500 m et 14e au classement final. En juin 2024, elle se qualifie pour les championnats d'Europe d'athlétisme 2024 où elle se classe 16e  du 1 500 m. En 2024, elle se classe 35e du 1 500 m, pour ses deuxièmes Jeux olympiques à Paris. Lors du Mémorial Van Damme 2024 (en), elle améliore son record national du 1 500 m. Par la même occasion, elle se qualifie pour le championnat d'Europe en salle 2025 à Apeldoorn et pour le championnat du monde d'athlétisme 2025 à Tokyo.
En 2025, elle donne, avec succès, un nouvel élan à sa carrière sur les distances de 3 000 et 5 000 m. C'est ainsi qu'elle bat le 16 juillet 2025 le record de Belgique du 5 000 m lors du Meeting International d'athlétisme de la Province de Liège à la Naimette Arena à Liège en 14 min 51 s 13. Celui-ci sera battu 3 jours plus tard lors d'une Diamond League à Londres par Jana Van Lent. Le 2 août 2025, elle remporte sur 5000 m la médaille d'or aux Championnats de Belgique 2025 devant Jana Van Lent.

## Palmarès
| Date | Compétition                                    | Lieu      | Place | Course       | Temps   |
| ---- | ---------------------------------------------- | --------- | ----- | ------------ | ------- |
| 2016 | Championnats du monde juniors                  | Bydgoszcz | 4e    | 800 m        | 2:05:92 |
| 2017 | Championnats d'Europe juniors                  | Grosseto  | 7e    | 800 m        | 2:10:50 |
| 2018 | Championnats d'Europe d'athlétisme 2018        | Berlin    | 13e   | 1 500 m      | 4:10:30 |
| 2018 | Championnats d'Europe de cross-country         | Tilburg   | 7e    | Relais mixte |         |
| 2019 | Championnats d'Europe espoirs                  | Gävle     | 2e    | 1 500 m      | 4:23:50 |
| 2021 | Championnats d'Europe en salle                 | Toruń     | 1re   | 1 500 m      | 4:18:44 |
| 2021 | Jeux olympiques                                | Tokyo     | 21e   | 1500 m       | 4:04:86 |
| 2021 | Championnats d'Europe de cross-country         | Dublin    | 3e    | Relais mixte |         |
| 2022 | Championnats du monde                          | Eugene    | 35e   | 1 500 m      | 4:10:45 |
| 2022 | Championnats d'Europe                          | Munich    | 17e   | 1 500 m      | 4:07:62 |
| 2023 | Championnats d'Europe d'athlétisme par équipes | Chorzów   | 11e   | 1 500 m      | 4:14:63 |
| 2023 | Championnats du monde                          | Budapest  | 50e   | 1 500 m      | 4:11:55 |
| 2023 | Championnats d'Europe de cross-country         | Bruxelles | 5e    | Relais mixte |         |
| 2024 | Championnats du monde en salle                 | Glasgow   | 14e   | 1 500 m      | 4:10:15 |
| 2024 | Championnats d'Europe                          | Rome      | 16e   | 1 500 m      | 4:11:03 |
| 2024 | Jeux olympiques                                | Paris     | 35e   | 1 500m       | 4:06:95 |
| 2025 | Championnats d'Europe en salle                 | Apeldoorn | 15e   | 1500m        | 4:16:68 |
| 2025 | Championnats d'Europe d'athlétisme par équipes | Maribor   | 2e    | 1500 m       | 4:17:48 |

## Records
| Épreuve         | Performance            | Lieu             | Date |
| --------------- | ---------------------- | ---------------- | ---- |
| 1 500 m         | 4 min 1 s 26 NR        | Bruxelles        | 2024 |
| 800m en salle   | 2 min 2 s 50           | Louvain-La-Neuve | 2021 |
| 1500 m en salle | 4 min 5 s 71 NR        | Liévin           | 2021 |
| 1 000 m         | 2 min 35 s 98 NR       | Heusden          | 2021 |
| 800 m           | 2 min 01 s 68          | Heusden          | 2022 |
| Mile            | 4 min 26 s 09 NR       | Zagreb           | 2022 |
| 3000 m          | 9 min 11 s 95          | Ciney            | 2023 |
| 3000 m en salle | 8 min 50 s 92          | Metz             | 2025 |
| Mile en salle   | 4 min 29 s 31 NR       | Ostrava          | 2024 |
| 5 km Route      | 15 min 27 s            | Barcelone        | 2024 |
| 5000 m          | 14 min 51 s 13 (ex-NR) | Liège            | 2025 |